# Osebno obrambno orožje
Osebno obrambno orožjo (angleško personal defense weapon, kratica PDW) je  strelno orožje, ki združuje nizek odsun, veliko kapaciteto nabojnika, majhne dimenzije in maso brzostrelk ter veliko prebojnost jurišnih pušk.

## Zgodovina
Zametki osebnega obrambnega orožja so se pojavili že v začetku 20. stoletja. Že med prvo svetovno vojno so Nemci uporabljali pištole z možnostjo dodatka kopita za dosego večje natančnosti. Po vojni so nekatere oborožene sile izdelale skrajšane verzije pušk, namenjenih vojaškemu osebju v zaledju (npr. vezisti, kuharji, vozniki, vojaški uradniki,...). Ta orožja naj bi bila vmesni člen med pištolami, ki jih je pestil sorazmerno kratek domet, nenatančnost in nizka kapaciteta nabojnikov ter vojaškimi puškami, katerih velikost in teža sta bili zalednemu osebju v napoto.
Med drugo svetovno vojno je bila na podlagi puške M1 Garand razvita M1 karabinka, ki velja za predhodnico modernih osebnih obrambnih orožij.

## Moderno osebno obrambno orožje
Zanimanje za osebna obrambna orožja se je ponovno pojavilo konec osemdesetih let 20. stoletja, ko je zveza NATO iskala nadomestek za brzostrelke v kalibru 9×19 mm, saj je ta naboj postal neučinkovit proti vse bolj pogosto uporabljenim neprebojnim jopičem.
Zaradi želje po večjem dosegu in moči od klasičnih pištolskih nabojev in želje po majhnem odsunu so se sočasno z orožji pojavile tudi nove vrste nabojev, ki so križanci med pištolskimi in puškovnimi naboji. Na Zahodu se je najprej pojavila brzostrelka FN P90, kalibra 5,7×28 mm, kasneje pa tudi MP-7 proizvajalca Heckler & Koch s strelivom kalibra 4,6×30.
Podobna orožja so se pojavila tudi v Rusiji, vendar je v njih za strelivo uporabljena nekoliko močnejša različica nabojev 9×19 mm v kombinaciji z oklepnoprebojnimi kroglami, v primeru nedosegljivosti takega streliva pa lahko uporabljajo tudi običajno strelivo tega kalibra.
Ravno zaradi zahteve po posebnem strelivu in ceni, ki ni dosti nižja od cene jurišnih pušk, se osebna obrambna orožja v praksi v večjem obsegu ne pojavljajo. V manjšem obsegu jih uporabljajo nekatere policijske enote in specialne sile.